# Acta Astronomica
Acta Astronomica — польський щоквартальний рецензований науковий журнал, присвячений астрономії та астрофізиці. Видається Фондом польської астрономії Коперника. Назва в перекладі з латини означає «Астрономічний журнал».

## Історія
Журнал був заснований у 1925 році польським астрономом Тадеушем Баначевичем.
Спочатку журнал публікував статті латинською мовою, в якості дозволених мов були додані англійська, французька та німецька мови. Зараз усі статті публікуються виключно англійською мовою.

## Реферування та індексування
Журнал індексується в Current Contents/Physical, Chemical & Earth Sciences, у Science Citation Index Expanded та Scopus.
Відповідно до Journal Citation Reports, імпакт-фактор журналу в 2019 році склав 2,063.
Відповідно до рейтингу журналу SCImago Journal Rank, h-індекс журналу становить 64, що відносить його до Q2 у космічних і планетарних науках, фізиці та астрономії, астрономії та астрофізиці.